# David Buss
David M. Buss, ameriški psiholog, * 14. april 1953, Indianapolis, Indiana, ZDA.
Poznan je po evolucijsko psiholoških raziskavah razlik med spoloma v iskanju partnerjev.

## Izbrana dela
- The Evolution Of Desire: Strategies Of Human Mating (1995) ISBN 978-0-465-02143-7
- Sex, Power, Conflict: Evolutionary and Feminist Perspectives (skupaj z N. Malamuth) (1996) ISBN 978-0-19-510357-1
- Dangerous Passion: Why Jealousy Is As Necessary As Love and Sex (2000) ISBN 978-0-7567-6548-4
- The Handbook of Evolutionary Psychology (2005) ISBN 978-0-471-26403-3
- The Murderer Next Door: Why the Mind Is Designed to Kill (2006) ISBN 978-0-14-303705-7
- Why Women Have Sex: Understanding Sexual Motivations from Adventure to Revenge (skupaj s C.M. Meston) (2009) ISBN 0-8050-8834-2